# 키체보

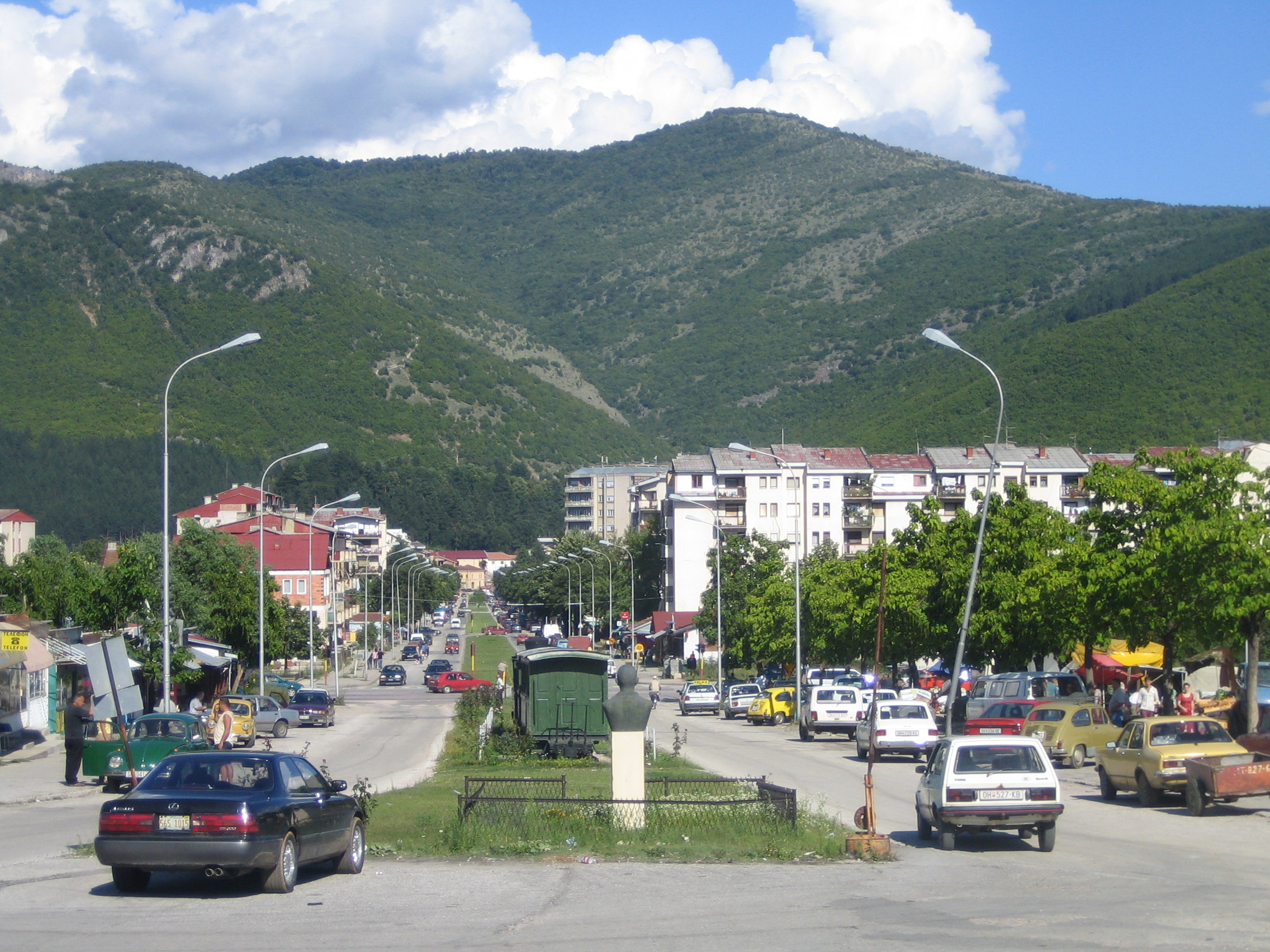
키체보 시가지

키체보(마케도니아어: Кичево, 알바니아어: Kërçovë 커르초버, 튀르키예어: Kırçova 크르초바[*])는 마케도니아 공화국 서부에 위치한 도시로 면적은 838km2, 인구는 56,734명(2002년 기준)이다. 오흐리드와 고스티바르 사이에 위치하며 수도 스코페에서 약 112km 정도 떨어진 곳에 위치한다. 중세 시대에 지어진 수도원과 동방 정교회 건축물이 들어서 있다.